# Gadila aberrans
Gadila aberrans is een Scaphopodasoort uit de familie van de Gadilidae. De wetenschappelijke naam van de soort is voor het eerst geldig gepubliceerd in 1887 door Whiteaves.